# Erna Schürer
Erna Schürer, de son vrai nom Emma Costantino (née à Naples le 18 août 1942), est une actrice, mannequin et animatrice de télévision italienne, parfois créditée comme Erna Scheurer ou Erna Schuler.

## Biographie
Née à Naples sous le nom d'Emma Costantino, Erna Schürer a déménagé à Milan où elle commence une carrière de mannequin glamour, posant entre autres pour Vogue et Harper's Bazaar. Elle fait ses débuts sur scène au Piccolo Teatro de Giorgio Strehler.
Elle débute au cinéma où après quelques seconds rôles, elle décroche son premier rôle principal dans Le salamandre d'Alberto Cavallone et grâce au succès du film, elle obtient un contrat avec Alberto Grimaldi, pour qui entre 1969 et 1977, elle joue dans de nombreux films de genre. Au cours des mêmes années, elle est également active au théâtre, travaillant avec Ugo Gregoretti, Garinei & Giovannini et Mario Missiroli.
Par la suite, elle est apparue dans certaines séries télévisées et émissions, telles que Domenica insieme et Sereno variabile.

## Filmographie partielle
- 1960 : Jeux précoces (Il rossetto) de Damiano Damiani.
- 1967 : Johnny Texas (Wanted Johnny Texas) d'Emimmo Salvi
- 1967 : 28 minuti per 3 milioni di dollari de Maurizio Pradeaux
- 1967 : Lola Colt de Siro Marcellini
- 1968 : Erotissimo de Gérard Pirès
- 1969 : La Poupée de Satan (La bambola di Satana)
- 1969 : Panzer division (it) (La battaglia dell'ultimo panzer) de José Luis Merino
- 1969 : Le salamandre d'Alberto Cavallone
- 1969 : Le altre (it) de Renzo Maietto (it)
- 1970 : Le Monstre du château (Il castello dalle porte di fuoco) de José Luis Merino
- 1970 : Mes mains sur ton corps (Le tue mani sul mio corpo) de Brunello Rondi
- 1970 : Le Mans, chemin pour l'enfer (Le Mans - Scorciatoia per l'inferno) d'Osvaldo Civirani
- 1971 : Un gioco per Eveline de Marcello Avallone
- 1971 : Le Lion de Saint-Pétersbourg (I leoni di Pietroburgo) de Mario Siciliano
- 1972 : Valeria dentro e fuori (it) de Brunello Rondi
- 1972 : Sorelle Materassi (série TV)
- 1973 : Tecnica di un amore (it) de Brunello Rondi
- 1973 : La notte dell'ultimo giorno (it) d'Adimaro Sala (it)
- 1973 : Il tuo piacere è il mio (it) de Claudio Racca
- 1974 : Voir Malte et mourir (Lo sceicco la vede così) de José Bénazéraf
- 1974 : Obsessions charnelles (Carnalità) d'Alfredo Rizzo
- 1974 : Il romanzo di un giovane povero (it) de Cesare Canevari
- 1974 : Pénitencier de femmes perverses (Prigione di donne) de Brunello Rondi
- 1974 : Scusi, si potrebbe evitare il servizio militare?... No! (it) de Luigi Petrini
- 1975 : Istantanea per un delitto de Mario Imperoli
- 1975 : Furia nera (it) de Demofilo Fidani
- 1975 : Nue pour l'assassin (Nude per l'assassino) d'Andrea Bianchi
- 1975 : Due Magnum 38 per una città di carogne (it) de Mario Pinzauti
- 1976 : Les Déportées de la section spéciale SS (Le deportate della sezione speciale SS) de Rino Di Silvestro
- 1977 : Lâche-moi les jarretelles (La vergine, il toro e il capricorno) de Luciano Martino
- 1977 : Che notte quella notte! (it) de Ghigo De Chiara (it)
- 1978 : Giorno segreto (série TV)
- 1979 : Baila guapa (it) d'Adriano Tagliavia
- 1982 : Bactron 317 ou L'espionne qui venait du show de Jean-Claude Strömme et Bruno Zincone
- 1987 : Spectre (Spettri) de Marcello Avallone
- 2007 : The Diabolikal Super-Kriminal - documentaire de Ss-Sunda